# Typhlatya monae
Typhlatya monae là một loài động vật giáp xác thuộc họ Atyidae. Đây là loài đặc hữu của Puerto Rico.